# Goniocidaris
Goniocidaris is een geslacht van zee-egels (Echinoidea) uit de familie Cidaridae.

## Soorten
Ondergeslacht Aspidocidaris Mortensen, 1928
- Goniocidaris alba Mortensen, 1928
- Goniocidaris australiae Mortensen, 1928
- Goniocidaris clypeata Döderlein, 1885
- Goniocidaris crassa Mortensen, 1928
- Goniocidaris fimbriata (De Meijere, 1904)
- Goniocidaris parasol Fell, 1958
- Goniocidaris sibogae Mortensen, 1928

Ondergeslacht Cyrtocidaris Mortensen, 1927
- Goniocidaris tenuispina Mortensen, 1927

Ondergeslacht Discocidaris Döderlein, 1885
- Goniocidaris mikado (Döderlein, 1885)
- Goniocidaris peltata Mortensen, 1927

Ondergeslacht Goniocidaris
- Goniocidaris balinensis Mortensen, 1932
- Goniocidaris indica Mortensen, 1939
- Goniocidaris tubaria (Lamarck, 1816)
- Goniocidaris umbraculum Hutton, 1878

Ondergeslacht Petalocidaris Mortensen, 1903
- Goniocidaris biserialis (Döderlein, 1885)
- Goniocidaris florigera A. Agassiz, 1879
- Goniocidaris spinosa Mortensen, 1928

Niet in een ondergeslacht geplaatst
- Goniocidaris corona Baker, 1968
- Goniocidaris habanensis Sánchez Roig, 1949 †
- Goniocidaris hebe Fell, 1954 †
- Goniocidaris holguinensis Sánchez Roig, 1949 †
- Goniocidaris magi Pawson, 1964
- Goniocidaris mortenseni Chapman & Cudmore, 1934 †
- Goniocidaris murrayensis Chapman & Cudmore, 1934 †
- Goniocidaris praecipua Philip, 1964 †
- Goniocidaris pusilla Fell, 1954 †